# Solidarité catalane pour l'indépendance
Solidarité catalane pour l'indépendance (en catalan : Solidaritat Catalana per la Independència, SI) est un mouvement social et politique qui a pour but l'indépendance de la Catalogne et la création d'un État catalan. 
Pour y parvenir, SI se présente en tant que coalition aux élections au Parlement de Catalogne le 28 novembre 2010 et obtient 4 sièges.
Le mouvement politique est dirigé par Alfons López Tena, Uriel Bertran et Antoni Strubell, avec le soutien d'Isabel-Clara Simó et Hèctor López Bofill.

## Histoire
SI naît le 20 juillet 2010 comme une réponse à la manifestation du 10 juillet précédent à Barcelone, organisée au lendemain de la décision du Tribunal constitutionnel censurant certaines dispositions du statut d'autonomie de la Catalogne. Uriel Bertran, Alfons López Tena et Joan Laporta lancent un appel à la « Solidarité catalane pour l'indépendance » aux citoyens, partis politiques et organisations pour bâtir un mouvement indépendantiste, unitaire et transversal qui pouvait être capable de se présenter aux élections parlementaires catalanes avec la priorité de déclarer l'indépendance au Parlement de Catalogne. 
Joan Laporta, lors de sa dernière année comme président du FC Barcelone (2003-2010), déclare son intérêt pour entrer en politique avec un message clairement indépendantiste. Entre l'hiver de 2009 et le printemps de 2010, il se rapproche de Reagrupament, mais les divergences au moment de préparer les candidatures mènent finalement Laporta à créer sa propre formation politique, Démocratie catalane. À l'été 2010, l'ex-président du FC Barcelone s'allie avec Alfons López Tena et Uriel Bertran. Depuis 2007, Alfons López Tena avait travaillé dans le Cercle d'études souverainistes et tous les deux avait collaboré ensemble au moment des référendums sur l'indépendance organisés en 2009-2010 dans de nombreuses municipalités catalanes, ainsi que dans la présentation d'une initiative populaire d'abord et dans une initiative législative populaire après au Parlement de Catalogne dans lesquelles ils proposaient que la Généralité prenne les mesures appropriées pour pouvoir organiser un référendum sur l'indépendance de Catalogne. Lors des élections parlementaires catalanes du 28 novembre 2010, SI obtient 4 députés dont Laporta.
Lors des élections catalanes de 2012, la liste menée par Alfons López Tena obtient 1,28 % des voix et aucun siège au Parlement catalan. En janvier 2013, se tient le congrès du parti au cours duquel Núria Cadenas, journaliste à l'hebdomadaire El Temps, est élue présidente.